# エフエムいわぬま
株式会社エフエムいわぬま（英: Iwanuma Community FM Station）は、宮城県岩沼市の一部地域を放送対象地域として超短波放送（FM放送）をする特定地上基幹放送事業者である。
ほほえみの愛称でコミュニティ放送をしている。

## 概要
1998年（平成10年）開局。
資本金5000万円のうち、岩沼市が2550万円（51%）を出資し第三セクターとして設立された。
出資比率から岩沼市はマスメディア集中排除原則にいう支配関係にある。
本社・演奏所（スタジオ）は岩沼市三色吉の市営自然公園「ハナトピア岩沼」の管理棟にある。また、サテライトスタジオが岩沼駅東口駅舎内にある。
送信所は岩沼市桜の市役所庁舎屋上にあり、放送局（現・特定地上基幹放送局）の呼出符号はJOZZ2AJ-FM、呼出名称はエフエムいわぬま、周波数77.9MHz、当初の空中線電力は10Wであったが、後に20Wに増力し放送区域は岩沼市の一部地域。
インターネット配信はJCBAインターネットサイマルラジオによる。
地域密着情報や音楽番組を中心に24時間放送。平日深夜1:00 - 早朝5:00の時間帯はミュージックバードを放送。
東日本大震災からの復興の「心の支援」として「Smile Again Project」をしていたエフエムひらかた（大阪府枚方市、廃局）とは、周波数が同じ77.9MHzという縁で2013年（平成25年）秋より二元中継番組『エリア779』を2022年（令和4年）2月末の閉局まで週1回生放送していた。
当初は木曜日夕方5時35分から、2015年（平成27年）より『スマイルジャンクション』内の金曜日夕方5時10分から。
岩沼市とは「緊急時における緊急放送等に関する協定」および「全国瞬時放送（Lアラート）により配信される緊急放送（コミュニティFM）に関する協定」を締結している。

## 沿革
- 1997年（平成9年）
  - 10月5日 - 株式会社エフエムいわぬま設立[10]
  - 12月24日 - 放送局の免許申請を東北電気通信監理局（現・東北総合通信局）が受理[11]
- 1998年（平成10年）
  - 4月1日 - 放送局の予備免許取得、空中線電力は10W[12]
  - 4月11日 - ハナトピア岩沼開園
  - 4月27日 - 放送局の免許取得[4][13]
  - 4月30日 - 開局[13]
  - 8月24日 - 岩沼市と「緊急時における緊急放送等に関する協定」を締結[9]
- 2001年（平成13年）4月27日 - 空中線電力を20Wに増力[5]
- 2011年（平成23年）3月20日 - 11日に発生した東北地方太平洋沖地震に際し、岩沼市が13時30分に臨時災害放送局（呼出符号JOYZ2V-FM、呼出名称いわぬまさいがいエフエム、周波数77.9MHz（エフエムいわぬまの周波数）、空中線電力100W） の免許取得[14]
  - エフエムいわぬまの機材を利用し空中線電力を増力して運用、演奏所を送信所がある岩沼市役所庁舎内にも設置
- 2012年（平成24年）7月1日 - JCBAインターネットサイマルラジオによるインターネット配信開始
- 2013年（平成25年）4月1日 - サテライトスタジオを設置[15]
- 2014年（平成26年）
  - 3月31日 - いわぬまさいがいエフエム廃局[16]
  - 6月18日 - 岩沼市と「全国瞬時放送（Lアラート）により配信される緊急放送（コミュニティFM）に関する協定」を締結[9]
- 2025年（令和7年）6月9日-ハナトピア岩沼リニューアルに伴い事務所移転

## 主な番組

### 自社制作
- モーニングスマイル〈月 - 金 7:00 - 8:00〉
- iスマイル〈月 - 金 12:00 - 13:00〉
- イブニングスマイル〈月 - 木 17:00 - 18:00〉サテライトスタジオから生放送
- スマイルジャンクション（金 17:00 - 19:00）サテライトスタジオから生放送
- 占いアーモルームのキラッとラジオ（月 8:00 - 8:15）
- iでつなごう!みんなの輪（水 8:00 - 8:15）
- いわぬま歴史望遠鏡（水 8:15 - 8:30）
- iあるまちの市役所情報（月 - 火 8:45 - 9:00、水 - 木 8:30 - 8:45）
- サザンもりもりKUWATA ラジオ（月 18:30 - 19:00）[再] 土曜21:00 - 21:30
- 加藤一行のSound Caravan（木 18:30 - 19:00）[再] 土曜21:30 - 22:00
- 川柳おたまじゃくし〈日 7:00 - 8:00〉[再] 18:00 - 19:00

ほか

## 岩沼市防災ラジオ
岩沼市は、2017年（平成29年）より限定数ながら防災ラジオ（緊急告知FMラジオ）を各世帯及び事業所を対象に有償頒布を開始、
2019年（令和元年）終了
した。
エフエムいわぬま以外のFM放送やAM放送も受信でき、岩沼市の緊急割込放送を受信すると自動で起動する
試験放送は毎月第1月曜日に実施。